# تکست‌آدپت
تکست‌آدپت (Textadept) یک ویرایشگر نوشتار مینیمالیستی نرم‌افزار آزاد است که برای برنامه‌نویسی رایانه طراحی شده است. این ویرایشگر که تحت مجوز MIT پخش شده است، به زبان‌های C ، C++ و Lua نوشته شده و با کاربری از Lua قابل توسعه است.  تکست‌آدپت می‌تواند هنگام راه‌اندازی در یک پنجره ترمینال از میانه‌ی کاربری گرافیکی یا میانه‌ی کاربری نوشتاری کاربری کند. تکست‌آدپت از مؤلفه ویرایش Scintilla کاربری می‌کند. توسعه‌دهنده تکست‌آدپت کتابخانه پوشش‌دهنده curses را برای Scintilla که بدست تکست‌آدپت استفاده می‌شود، به‌طور جداگانه در دسترس قرار می‌دهد. 
مشابه ایمکس ، تکست‌آدپت عمیقاً قابل توسعه است؛ رابط برنامه‌نویسی کاربردی Lua به هر زیرسامانه‌ای از برنامه دسترسی دارد. با وجود این، توسعه‌دهنده اظهار می‌کند که یکی از اهداف او این است که بخش C از ۲۰۰۰ خط کد و بخش Lua هرگز از ۴۰۰۰ خط کد تجاوز نکند. هنگام اجرا در رابط گرافیکی، تکست‌آدپت عمداً اندازه یا موقعیت پنجره را ذخیره نمی‌کند و این کار را به مدیر پنجره واگذار می‌کند.

## همچنین ببینید
- فهرست ویرایشگرهای نوشتار
- مقایسه ویرایشگرهای نوشتار

## پیوندهای بیرونی
- صفحه اصلی تکست‌ادپت
- بررسی Webupd8
- ورودی دایرکتوری نرم‌افزارهای رایگان
- Textredux، ماژولی که رابط‌های مبتنی بر متن را برای عملکرد اصلی Textadept فراهم می‌کند.
- واژگان زبان Textadept، برداشت و نکاتی در مورد گسترش پشتیبانی زبان